# Rhaphiostylis subsessilifolia
Espèce
Classification APG III (2009)
Rhaphiostylis subsessilifolia est une espèce d'arbuste, de la famille des Icacinaceae, endémique du Cameroun.

## Description
Cet arbuste toujours vert possède des pétioles très courts, le limbe faiblement coriace. Les Nervures secondaires ascendantes s'anastomosent loin du bord du limbe. L'infrustescence comporte une drupe réniforme apiculée et aplatie, portant un pédicelle excentrique sur le fruit, l'endocarpe mince et crustacé.

## Distribution
L'espèce serait endémique de la région de Batanga[Lequel ?] au Cameroun.